# Голубой (посёлок)
 Голубой  — посёлок в Советском районе Республики Марий Эл. Входит в состав Солнечного сельского поселения.

## География
Находится в центральной части республики Марий Эл на расстоянии приблизительно 15 км по прямой на юг от районного центра посёлка Советский.

## История
Известен с 1930-х годов как лесоучасток Смольный. В 1960-х −1970-х годах здесь располагался закрытый военный городок. В 1977 году в посёлке началась организация птицефабрики «Советская», которая не смогла выйти на уровень рентабельного производства и была закрыта. Ныне население работает в ООО «Голубое», а также в воинских частях, в колонии посёлка Ясный, в санатории посёлка Зелёная Роща.

## Население
Население составляло 430 человек (мари 78 %) в 2002 году, 428 в 2010.